# Inez Foxx
Inez Rebecca Foxx (* 9. September 1937 in Greensboro; † 25. August 2022 in Los Angeles County, Kalifornien) war eine US-amerikanische R&B- und Soulsängerin sowie Songwriterin, die vor allen Dingen an der Seite ihres Bruders Charlie als Inez & Charlie Foxx bekannt wurde. Mit ihrem größten Hit Mockingbird gingen sie als One-Hit-Wonder in die US-amerikanische Chartgeschichte ein.

## Leben
Foxx wuchs in Greensboro auf und begann früh, in einer Gospelgruppe zu singen. Im Jahr 1959 erhielt sie einen Plattenvertrag und veröffentlichte im Oktober 1960 das Lied A Feeling (That I Can’t Explain) unter dem Namen Inez Johnston. 
Zusammen mit ihrem Bruder Charlie, der auch ihr Manager war, veröffentlichte Foxx ab 1963 diverse Alben und Singles. 1963 gelang ihnen mit Mockingbird der erste und größte Charterfolg. Die Single erreichte die Top 10 der amerikanischen R&B- und Popcharts. Mit Hi Diddle Diddle, Ask Me und Hurt by Love folgten bis 1964 weitere, wenn auch kleinere Hits, bei denen ihr Bruder zwar mitwirkte, aber nicht erwähnt wurde. Ihr gemeinsames Greatest-Hits-Album platzierte sich 1968 in den Top 30 der Billboard R&B-Charts. Fünf weitere Lieder der beiden Musiker wurden R&B-Charthits, darunter auch das erfolgreichste Duett (1-2-3-4-5-6-7) Count the Days von 1967. Auf dem Höhepunkt ihres Erfolgs ging das Duo 1964 mit den Rolling Stones auf Tournee.
Inez Foxx heiratete Mitte der 1960er Jahre den Komponisten, Produzenten und Sänger Luther Dixon, mit dem sie 1966 unter anderem den Hit I Love You 1000 Times für The Platters schrieb.
Anfang der 1970er Jahre hatte Foxx noch einmal als Solistin kleinere Erfolge in den R&B-Charts.
Mockingbird wurde unter anderem von Aretha Franklin, Taj Mahal oder Dusty Springfield aufgenommen. 1974 hatten Carly Simon und James Taylor einen Top-5-Hit in den USA mit ihrem Cover.
Nach dem Tod von Charlie Foxx im Jahre 1998 zog sich Inez von der Bühne zurück.

## Diskografie

### Alben
- 1963: Mockingbird (Symbol 4400)
- 1964: Mockingbird (mit Charlie Foxx; Sue 911)
- 1966: Inez and Charlie Foxx (mit Charlie Foxx; Sue 1037)
- 1967: Come by Here (mit Charlie Foxx; Dynamo 8000)
- 1968: Inez & Charlie Foxx’s Swinging Mockin’ Band (mit Charlie Foxx; Dynamo 8003)
- 1973: Inez Foxx at Memphis (Volt 6022)
- 1981: Seasons (mit Charlie Foxx; RCA)

### Kompilationen
| Jahr | Titel Musiklabel                                               | Höchstplatzierung, Gesamtwochen, AuszeichnungChartsChartplatzierungen (Jahr, Titel, Musiklabel, Platzierungen, Wochen, Auszeichnungen, Anmerkungen) | Anmerkungen                                            |
| Jahr | Titel Musiklabel                                               | R&B | Anmerkungen                                            |
| ---- | -------------------------------------------------------------- | --- | ------------------------------------------------------ |
| 1988 | Inez & Charlie Foxx’ Greatest Hits, Past & Present Dynamo 8002 | R&B29 (2 Wo.)R&B | Wiederveröffentlichung: November 1988 mit Charlie Foxx |

Weitere Kompilationen
- 1968: Inez & Charlie Foxx Greatest Hits (mit Charlie Foxx; Dynamo 8002)
- 1986: Mockingbird: The Best of Charlie & Inez Foxx (mit Charlie Foxx; EMI America 17243)
- 1994: Mockingbird: A Golden Classics Edition (mit Charlie Foxx; Collectables 5301)
- 1995: Count the Days (mit Charlie Foxx; Charly Rhythm ’n’ Blues 26; VÖ: 17. Oktober)
- 2001: The Dynamo Duo (mit Charlie Foxx; Kent Soul 193; VÖ: 13. März)
- 2001: Mockingbird: The Complete Sue Recordings (mit Charlie Foxx; Connoisseur 103; VÖ: 11. September)
- 2009: Inez and Charlie Foxx Meet Don Gardner and Dee Dee Ford (mit Charlie Foxx, Dee Dee Ford und Don Gardner; Collectables; VÖ: 25. August)

### Singles
| Jahr | Titel Album                                                      | Höchstplatzierung, Gesamtwochen, AuszeichnungChartplatzierungen (Jahr, Titel, Album, Platzierungen, Wochen, Auszeichnungen, Anmerkungen) | Höchstplatzierung, Gesamtwochen, AuszeichnungChartplatzierungen (Jahr, Titel, Album, Platzierungen, Wochen, Auszeichnungen, Anmerkungen) | Höchstplatzierung, Gesamtwochen, AuszeichnungChartplatzierungen (Jahr, Titel, Album, Platzierungen, Wochen, Auszeichnungen, Anmerkungen) | Anmerkungen |
| Jahr | Titel Album                                                      | UK | US | R&B | Anmerkungen |
| ---- | ---------------------------------------------------------------- | --- | --- | --- | --- |
| 1963 | Mockingbird Mockingbird (1963)                                   | — | US7 (18 Wo.)US | R&B2 (19 Wo.)R&B | Erstveröffentlichung: Juni 1963 Autoren: Charlie Foxx, Inez Foxx                                                 |
| 1963 | Hi Diddle Diddle Mockingbird (1964)                              | — | US98 (1 Wo.)US | R&B34 (5 Wo.)R&B | Erstveröffentlichung: Oktober 1963 Autor: Charlie Foxx                                                           |
| 1964 | Ask Me Mockingbird (1964)                                        | — | US91 (3 Wo.)US | R&B28 (4 Wo.)R&B | Erstveröffentlichung: Dezember 1963 Autor: Inez Foxx                                                             |
| 1964 | Hurt by Love Mockingbird (1964)                                  | UK40 (3 Wo.)UK | US54 (9 Wo.)US | R&B12 (11 Wo.)R&B | Erstveröffentlichung: April 1964 Autor: Charlie Foxx                                                             |
| 1966 | No Stranger to Love Come by Here                                 | — | — | R&B49 (2 Wo.)R&B | Erstveröffentlichung: Oktober 1966 mit Charlie Foxx Autoren: Barbara Gaskins, Charlie Foxx, Luther Dixon         |
| 1967 | I Stand Accused Come by Here                                     | — | — | R&B41 (6 Wo.)R&B | Erstveröffentlichung: Mai 1967 mit Charlie Foxx Autoren: Billy Butler, Jerry Butler Original: Jerry Butler, 1964 |
| 1967 | You Are the Man Inez & Charlie Foxx Greatest Hits                | — | — | R&B32 (4 Wo.)R&B | Erstveröffentlichung: August 1967 mit Charlie Foxx Autor: Charlie Foxx                                           |
| 1967 | (1-2-3-4-5-6-7) Count the Days Inez & Charlie Foxx Greatest Hits | — | US76 (5 Wo.)US | R&B17 (14 Wo.)R&B | Erstveröffentlichung: Dezember 1967 mit Charlie Foxx Autoren: Charlie Foxx, Yvonne Williams, Brooks O’Dell       |
| 1969 | Mockingbird Inez and Charlie Foxx                                | UK33 (5 Wo.)UK | — | — | Erstveröffentlichung: 74. Februar 1969 mit Charlie Foxx Autoren: Charlie Foxx, Inez Foxx                         |
| 1971 | You Shouldn’t Have Set My Soul on Fire                           | — | — | R&B50 (2 Wo.)R&B | Erstveröffentlichung: November 1970 Autoren: J. R. Bailey, Ken Williams, Rudy Clark                              |
| 1973 | I Had a Talk with My Man Inez Foxx at Memphis                    | — | — | R&B74 (7 Wo.)R&B | Erstveröffentlichung: November 1973 Autoren: Billy Davis, Leonard Caston Original: Mitty Collier, 1964           |
| 1974 | Circuit’s Overloaded                                             | — | — | R&B83 (5 Wo.)R&B | Erstveröffentlichung: März 1974 Autoren: Eddie Marion, Henderson Thigpen, James Banks                            |

Weitere Singles
- 1960: A Feeling (That I Can’t Explain) (als Inez Johnston; VÖ: Oktober)
- 1961: A Change of Heart (als Inez Johnston; VÖ: Juni)
- 1963: He’s the One You Love (VÖ: September)
- 1964: Here We Go Round the Mulberry Bush (mit Charlie Foxx; VÖ: Februar)
- 1964: La De La I Love You (mit Charlie Foxx; VÖ: Dezember)
- 1965: My Momma Told Me(mit Charlie Foxx; VÖ: 18. Juni)
- 1965: Hummingbird (mit Charlie Foxx; VÖ: Dezember)
- 1967: Tightrope / My Special Prayer (mit Charlie Foxx; VÖ: 27. Januar)
- 1968: I Ain’t Going for That (mit Charlie Foxx; VÖ: 31. Mai)
- 1968: Come On In (mit Charlie Foxx; VÖ: 8. November)
- 1969: Baby Give It to Me (mit Charlie Foxx; VÖ: 3. April)
- 1969: La De Da I Love You (mit Charlie Foxx; VÖ: 9. Mai)
- 1969: North Carolina (South Carolina) (VÖ: August)
- 1971: Tightrope / Baby Take It All (mit Charlie Foxx; VÖ: 30. Juli)
- 1972: You Hurt Me for the Last Time (VÖ: September)
- 1973: The Time (VÖ: März)
- 1973: Crossing over the Bridge (VÖ: Juli)